# Юрай Фандлі
Юрай Фандлі (*Juraj Fándly, *21 жовтня 1750, Часта —†7 травня 1811, Дол'яни) — словацький письменник-мораліст, вчений-ентомолог.

## Життєпис
Походив з ремісничої родини. Народився 1750 року в словацькому селі Часта королівства Угорщина, що належало до володінь династії Габсбургів. Рано втратив батька, після чого разом із матір'ю перебрався до села Дол'яни. Тут він закінчив початкову школу.
Навчався у 1766—1767 роках в гімназії піарів — місто Святий Юр, потім у 1771—1773 роках вивчав теологію в Буді і з 1773 року — Трнава. У 1776 році він був висвячений і почав працювати до 1780 року як капелан у Сегеді. Потім служив нетривалий час священиком у с. Лукачовці, після чого до 1807 року у с. Нагач. Останні роки провів у селі Дол'яни, де займався літературою. Тут й помер у 1811 році.

## Творчість
Юрай Фандлі створив декілька господарсько-повчальних книг для народу: «Старанний домашній господар і землероб» (4 томи, 1792—1810 роки), «Словацький бджоляр» (1802 рік). В них крім утилітарних відомостей проводиться думка про необхідність дотримання високих моральних принципів. Автор прагнув виховати в читачів почуття національної та людської гідності.
Фандлі намагається наблизити стиль оповіді до розмовної мови, зробити свої книги доступними і цікавими. У його творах нерідкі віршовані вставки власного авторства.
Дидактична поезія Фандлі, орієнтована на классицистические норми на основі ідей Ж-Ж.Руссо про повернення до природи.
Також у склав у 1793 році «Коротку історію словацького народу».